# Legen
Legen (pronuncia [ˈleːɡən]) è un insediamento (naselje) di 926 abitanti, della municipalità di Slovenj Gradec nella regione statistica della Carinzia in Slovenia.
L'area faceva tradizionalmente parte della regione storica della Stiria, ora invece è inglobata nella regione della Carinzia.
Le due chiese sono dedicate a San Giorgio e Santa Barbara.